# Hespérium
Hespérium (ou espérium ; symbole atomique Es ) était le nom attribué à l'élément de numéro atomique 94, maintenant connu sous le nom de plutonium. Il a été nommé en italien Esperio d'après un nom grec de l'Italie, Hesperia, « la terre de l'Ouest ». La même équipe avait également attribué le nom d'ausonium à l'élément 93 (aujourd'hui le neptunium), d'après Ausonia, un nom poétique de l'Italie. À titre de comparaison, l'uranium, le plus lourd des éléments primordiaux, a le numéro atomique 92.
La découverte de l'élément, qui est aujourd'hui discréditée, a été revendiquée par Enrico Fermi et une équipe scientifique de l'Université de Rome « La Sapienza » en 1934. À la suite de la découverte de la fission nucléaire en 1938, on s'est rendu compte que l'hespérium de Fermi était un mélange de baryum, de krypton et d'autres éléments. L'élément de numéro atomique 94 a finalement été découvert plusieurs années plus tard et nommé plutonium.
Les autorités fascistes de l'époque voulaient que l'un des éléments soit nommé littorio en honneur des lictores romains qui portaient les fasces, symbole que le fascisme s'était approprié.